# ناندیتا سویتا
ناندیتا سویتا (به انگلیسی: Nandita Swetha) (زاده ۳۰ آوریل ۱۹۸۶) بازیگر، مدل هندی است.
از فیلم‌هایی که وی در آن نقش داشته است می‌توان به ببر، روح ۲ و شنا در برابر جزر و مد اشاره کرد.